# سولوباكا
سولوباكا ( بالكامبانية : Surrupaca ) هي بلدية في مقاطعة بينيفنتو في منطقة كامبانيا الإيطالية ، وتقع على بعد حوالي 45 كيلومتر (28 ميل) شمال شرق نابولي وحوالي 20 كيلومتر (12 ميل) شمال غرب بينيفنتو . حتى 31 ديسمبر 2004 ، كان عدد سكانها 4134 نسمة ومساحتها 31.0 كيلومتر مربع (12.0 ميل2) .

## مميزات المنطقة
يأتي النبيذ الإيطالي ، الأحمر والأبيض، تحت تسمية دوك من هذه المنطقة في كروم العنب على طول نهر كالور . يتم حصاد العنب المخصص لإنتاج الدوك بأقصى إنتاجية تبلغ 13 طن / هكتار لأصناف العنب الأحمر و 15 طن / هكتار لأصناف العنب الأبيض. يتم تخمير النبيذ إلى حد أدنى من الكحول بنسبة 11.5٪ للحمراء و 12٪ للبيضاء.